# Кедров, Михаил Сергеевич
Михаи́л Серге́евич Ке́дров (12 (24) февраля 1878 — 1 ноября 1941, город Саратов) — российский революционер, старый большевик, ответственный сотрудник органов ВЧК в Гражданскую войну. В 1939 году арестован, в ноябре 1941 года расстрелян. Реабилитирован посмертно.

## Биография

### Революционная деятельность
Выходец из старой дворянской семьи, род которой был записан в 6-й книге русского дворянства, сын нотариуса. Помимо классической гимназии, окончил консерваторию по классу рояля. Отучившись в гимназии, в 16 лет Кедров ушёл из семьи. В 1897 году поступил на Юридический факультет Московского университета, который не окончил, будучи исключён в 1899 году за революционную деятельность. Одновременно посещал лекции в Лазаревском институте восточных языков, активно занимался музыкой. В 1900—1902 годах учился в Демидовском юридическом лицее (Ярославль), откуда был изгнан в 1901 году после ареста «за проведение антиправительственной сходки студентов». В 1901 году вступил в РСДРП, большевик. Свою часть отцовского наследства (около 100 тысяч рублей золотом) передал партии. Женился на Ольге Дидрикиль, которая родила ему сына Бонифатия — будущего учёного. Сестра Ольги Дидрикиль, Нина, была женой большевика Н. И. Подвойского (который учился в Демидовском лицее в одно время с Кедровым), а другая сестра, Августа, стала матерью знаменитого советского контрразведчика А. Х. Артузова.
Работал в Нижегородской, Ярославской, Симферопольской парторганизациях. В начале 1903 года был отправлен в административную ссылку в Вологодскую губернию. В 1904 году участвовал в подкопе в Таганскую тюрьму в Москве для освобождения содержащихся там функционеров Северного бюро ЦК партии во главе с Н. Э. Бауманом. В октябре 1905 года организовывал рабочие дружины в Костроме. Во время Московского восстания занимался снабжением восставших оружием, лично изготавливал оболочки для бомб-македонок (метательных снарядов наподобие ручных гранат). В октябре 1905 г. отправился в Кострому, где вошёл в состав местного комитета РСДРП и стал одним из организаторов его боевых дружин.
После поражения революции был агентом ЦК РСДРП по распространению партийной литературы. Руководил петербургским книжным издательством «Зерно», в котором печатал работы В. И. Ленина. Был арестован и немногим более двух лет провёл в крепости «за принадлежность к социал-демократической рабочей партии». Освободившись из тюрьмы, Кедров непродолжительное время работал присяжным поверенным — адвокатом при окружном суде или судебной палате.
В 1912 году эмигрировал в Швейцарию. Осев в Берне, Кедров сразу включился в работу эмигрантской большевистской организации и близко сошёлся с Лениным, которого на партийных вечеринках он персонально развлекал игрой на фортепиано (играл Ленину Апассионату, Патетическую сонату Л. Бетховена… Мог исполнять трудные пассажи одной рукой, читая при этом газету). Давал платные концерты музыки, средства от которых шли на финансирование большевистских активистов в эмиграции. Дела партийные Кедров сочетал с учёбой на медицинском факультете в университетах Берна и Лозанны, который успешно окончил в 1915 году, получив диплом врача.
Именно там в поведении Михаила Сергеевича проявились первые заметные признаки психического расстройства.
Опираясь на свидетельства современников, высланный большевиками из Советской России в начале 1920-х гг. историк Сергей Мельгунов в своей работе «Чекистский Олимп», описывает странности в поведении Кедрова:
«Доктор по образованию и политический эмигрант по профессии, Кедров в Париже занялся „наукой“. Мне говорили, что он решил изучить глотательный процесс в человеческом организме. Происходя из зажиточной, „буржуазной“ семьи, Кедров был человеком со средствами и мог позволить себе заниматься всякими причудами. И причуды выходили у него, действительно, причудами. Рассказывают, что он часами проводил время в созерцании или, точнее, в ощущении своего собственного глотательного процесса, поглощая несметное количество конфет „драже“. Над детьми своими д-р Кедров проделывал иной эксперимент. Высчитав потребное им количество „калорий“, он морил их голодом, не дозволяя выходить из установленной нормы». Эксперименты над детьми были одной из причин ссор с женой и в дальнейшем её ухода от Кедрова. Психические расстройства, по-видимому, являлись настоящим бичом семьи Кедровых. Достаточно сказать, что старший брат Михаила умер душевнобольным в костромской психиатрической лечебнице. Дурная наследственность перешла и к одному из сыновей Кедрова — Игорю.
Окончив в 1915 году обучение и получив диплом врача, Кедров в 1916 году по заданию ЦК вернулся в Россию, работал врачом-эпидемиологом на Кавказском фронте, вел партийную агитацию «превращения войны империалистической в войну гражданскую».
В марте-апреле 1917 года — председатель Совета в Шерифхане (северная Персия). С мая 1917 года — член Военной организации при ЦК РСДРП(б) и Всероссийского бюро большевистских организаций в Петрограде, редактор газеты «Солдатская правда». Создал газеты «Рабочий и солдат» и «Солдат».
С ноября 1917 года — член коллегии Наркомата по военным делам РСФСР, комиссар по демобилизации русской армии. В этой должности Кедров, как писали о нём авторы изданного в советское время сборника биографических очерков «Чекисты», «в полную силу проявил свой большевистский характер», за четыре с половиной месяца проведя демобилизацию 10 млн солдат. Представление о том, насколько значительным было участие Кедрова в процессе ликвидации старой армии, можно составить на примере изданных в то время декретов «Об уравнении всех военнослужащих в правах» и «О выборном начале и об организаций власти в армии», упразднивших прежнюю структуру организации армии, а также систему званий, наград и чинов. Оба эти постановления подписаны, в том числе, и Михаилом Сергеевичем.
В распоряжении комиссариата оказались огромные технические ресурсы, дорогостоящее военное имущество, мастерские, склады. Как шутили тогда в Совнаркоме: «Демоб» превратился в настоящий «универмаг». Именно к Кедрову руководители различных советских учреждений обращались с просьбами выдать им тот или иной инвентарь, оборудование или всякого рода материалы.
В августе—сентябре 1918 года — командующий войсками Северо-Восточного участка отрядов завесы. Наркомвоенмор Л. Д. Троцкий оценил способности Кедрова «действовать по-большевистки» и в июне 1918 г. назначил его командующим Северным фронтом. На этом посту уполномоченный Совнаркома развернул «энергичную работу» по укреплению местных партийных рядов, принимая «решительные меры к контрреволюционерам и саботажникам». На практике это означало физическое уничтожение всех потенциальных, действительных и мнимых противников власти большевиков, массовые бессудные казни. Как следствие, уже летом 1918 г., до официального объявления «красного террора», в Архангельске воцарилась настоящая мясорубка. По свидетельству находившегося в то время на Севере знаменитого социолога Питирима Сорокина, «большевистский комиссар Кедров казнил людей сотнями и даже тысячами. Свои жертвы коммунисты расстреливали, топили или забивали до смерти. Чувствуя, как шатается почва под ногами, они пытались укрепить свои позиции безудержным террором».
Когда в Архангельске высадился английский десант, Михаил Сергеевич находился в Москве. Не учитывая сложной обстановки, он уехал в столицу с отчётом о проделанной работе, за что был строго отчитан Лениным.
«…Вред вашего отъезда, — негодовал Владимир Ильич, — доказан отсутствием руководителя в начале движения англичан на Двине. Теперь Вы должны наверстать упущенное». Подстегнутый таким образом, по возвращении на Север, Кедров, что называется, превзошёл самого себя: в Вологде, которую уполномоченный Совнаркома избрал своей резиденцией, начались массовые аресты, поквартальные обыски и облавы. По далеко неполным данным, за «участие в подготовке и контрреволюционной деятельности» в городе было арестовано свыше 2000 человек. Многие из них впоследствии были расстреляны. «Суд и расправу» Кедров вершил, не выходя из собственного вагона — здесь заподозренных в «нелояльности» допрашивали и пытали. Затем обреченных выводили наружу и убивали. В Вологде, которую Кедров избрал своей «резиденцией», за «участие в контрреволюционной деятельности» им было арестовано свыше 2000 человек. Каждый десятый из арестованных был расстрелян.
Писатель Варлам Шаламов, живший в то время в Вологде, в рассказе «Экзамен» (1966) писал: «В 1918 году в Вологду приехал начальник Северного фронта М. С. Кедров. Первым его распоряжением по укреплению фронта и тыла был расстрел заложников. Двести человек было расстреляно в Вологде, городе, где население шестнадцать тысяч человек <…> Кедров был тот самый Шигалёв, предсказанный Достоевским».

### В ВЧК (Всероссийская чрезвычайная комиссия по борьбе с контрреволюцией и саботажем)
С сентября 1918 года — начальник Военного отдела ВЧК. После того, как в декабре 1918 года Военный контроль и Военный отдел ВЧК были объединены в Особый отдел ВЧК, — начальник Особого отдела. 1 января 1919 года Кедров издал приказ, в котором сообщалось о создании Особого отдела. Приказ предписывал объединить повсеместно органы Военного контроля и военные отделы ЧК и образовать особые отделы фронтов, армий, военных округов и губерний. Особые отделы ВЧК занимались в п.о. контролем за личным составом частей Красной армии и командным составом, а также принимали решения о судьбе попавших в плен военнослужащих частей Белой армии. 20 февраля 1919 года Кедров вместе с Ф. Э. Дзержинским подписал приказ, предоставивший армейским особым отделам в отношении «непосредственной расправы по пресечению преступлений» права и функции губернских ЧК; 9 марта 1919 г. по поручению Президиума ВЧК выступил одним из разработчиков проекта создания системы концентрационных лагерей в масштабе страны. География мест, которые Кедров в качестве председателя Особого отдела ВЧК посетил за годы Гражданской войны, довольно обширна. Москва, Петроград, Великий Устюг, Вологда, Тамбов, Курск, Воронеж, Смоленск, Могилев, Орша, Гомель, Заволжье, Прикаспий, Западная Сибирь, Архангельск. Даже в тех случаях, когда официальной миссией Кедрова было осуществление санитарного контроля и оказание помощи в борьбе с эпидемиями, возглавляющий Особый отдел не забывал о своих чекистских обязанностях. Так, во время своего пребывания в Сибири в конце декабря 1919 — начале января 1920 г. Кедров присутствовал на первых заседаниях Томской (Новониколаевской) губчека и санкционировал своей подписью «полномочного представителя ВЧК» приговоры к высшей мере наказания. «Ненормальность Кедрова, — вспоминала по поводу своей первой встречи с этим „замечательным человеком“ супруга историка С. П. Мельгунова Прасковья, — проявлялась во всех мелочах. Даже внешний его вид приобрел оттенок тяжёлого недуга. Тусклые, лишенные всякого блеска глаза мертвенно глядели на посетителя. Что-то зловещее было в этом окаменелом лице».
В марте 1920 года назначен членом специальной правительственной комиссии по расследованию злодеяний интервентов и белогвардейцев на Севере. Приезжал в Мурманск, где расследовал факты расстрелов заключённых в Йоканьгском концлагере интервентов, жестокого обращения в др. местах заключения. В рамках этих полномочий руководил массовым уничтожением попавших в плен военнослужащих Белой армии Е. К. Миллера, не сумевших эвакуироваться по причине замерзшего моря (в плен попало более 20 тыс. человек). Первые массовые расправы над пленными произошли сразу же после капитуляции последних частей Белой армии. Так, 28 февраля 1920 года из полуторатысячного отряда офицеров, пытавшихся пешим порядком уйти из Архангельска в Мурманск, более 800 были расстреляны почти сразу.
Других военнопленных поместили в созданный в Архангельске концентрационный лагерь, где стали истреблять постепенно и планомерно. Одновременно город и прилегающие окрестности захлестнули обыски и аресты среди гражданского населения. На уничтожение обрекались не только лица непролетарского происхождения — сестры милосердия, священники, предприниматели, инженеры, врачи, но и крестьяне, симпатии которых на Севере в годы Гражданской войны, были на стороне белых. Именно тогда Кедров выступил в роли организатора первых советских концентрационных лагерей в Архангельской губернии. В автобиографии, находящейся в его личном деле, начальник Особого отдела писал о себе: «1919 год. С января Председатель Особого отдела ВЧК, образовавшегося из слияния военного отдела ВЧК и военного контроля РВСР (члены Коллегии: Павлуновский и Эйдук). Член ВЦИК. По совместительству: член коллегии НКВД, заведующий лагерями принудит. работ Республики… 1920 год. С мая месяца полномочный представитель ВЧК по Архангельской (освобожд. от белых), Вологодской и Северо-Двинской губерн. Член коллегии НКВД (организатор Холмогорского, Пертоминского, Соловецкого лагерей)». Созданные Кедровым концентрационные лагеря не были предназначены для временного содержания арестованных или отбытия наказания, а исключительно для уничтожения заключённых. Кедров считал, что Советской власти не нужны те, кто поднимал на неё оружие, и в стране таких быть не должно. Кедровым были созданы лагеря в Архангельске, Вологде, Котласе, Лодейном Поле, Нарьян-Маре, Соль-Вычегодске, Ухте и Холмогорах.
Наиболее страшным был Холмогорский концлагерь. Именно здесь, по многочисленным свидетельствам современников и сохранившимся документам, происходили самые массовые расстрелы. В первый же год только от холода и болезней погибло около 8000 человек. 5 апреля 1921 года председатель Архангельской ГубЧК З. Б. Кацнельсон сообщил в ВЧК, что «...холмогорский лагерь был организован Кедровым, повторяю Кедровым, секретно исключительно для массовой ликвидации белого офицерства… Заключённых там не было и привозились лишь для ликвидации и никуда оттуда не распределялись». Казни совершались по приказу и при личном участии Кедрова. Собрав в Архангельске партию в 1200 офицеров, начальник Особого отдела погрузил их на две баржи, и когда они пришли в Холмогоры, приказал открыть огонь из пулемётов.
«Здесь, на берегу, их и расстреляли, — вспоминала почётная гражданка Архангельска, Ксения Гемп. — Часть трупов столкнули в реку, а часть зарыли». Всего в результате этой варварской акции погибло до 600 человек.
Массовые казни на Севере шли всю весну и лето 1920 г., так что, к началу сентября Архангельск называли «городом мертвых», а Холмогоры — «усыпальницей русской молодежи».
С подачи Кедрова северные лагеря стали местом, куда со всей страны свозили пленных белогвардейцев и казаков. Партию таких заключённых (офицеров Кубанской и Донской армий), доставленных с юга, численностью более 2000 человек, казнили в первых числах сентября в Холмогорах в «день красной расправы» — годовщину советского декрета «О красном терроре». Одним из условий этой сдачи было сохранение жизни казачьим офицерам, но Кедров, как и всякий истинный большевик, считал все договора, соглашения и обещания не более чем «буржуазным предрассудком».
Важно отметить, что созданные Кедровым «конвейеры смерти» продолжали функционировать и после отбытия «прославленного чекиста» в Тамбовскую и Воронежскую губернии, для подавления вспыхнувших там крупных крестьянских восстаний.
В 1921 г. Кедров уходит из органов ВЧК в связи с окончанием Гражданской войны и объявленной партией «новой экономической политикой» (по другой версии уволен из ВЧК по причине психического состояния и отправлен на лечение в клинику нервных болезней в Норвегию).

### На советской работе
В 1921—1924 годах — уполномоченный Совета Труда и Обороны по рыбной промышленности Южного Каспия и уполномоченный ВЧК по Каспию. С 1924 года работал в ВСНХ и Наркомате здравоохранения.
В 1926—1927 годах — младший помощник прокурора Отдельной военной прокуратуры Верховного суда СССР. В 1926—1931 гг. возглавлял Красный спортивный интернационал; в 1928 году возглавлял оргкомитет Всесоюзной Спартакиады 1928 года. В 1931—1934 годах — член президиума Госплана СССР, руководил сектором обороны Госплана. С 1934 года — директор Военно-санитарного института. В 1936—1939 годах — старший научный сотрудник Нейрохирургического института.

## Арест и гибель
С осени 1936 года после назначения Н. И. Ежова наркомом НКВД СССР начались масштабные репрессии в политическом и военном руководстве СССР. Репрессии коснулись и руководства НКВД, в том числе высшего: были сняты с постов и физически уничтожены многие из тех, кто считался основателями ВЧК: Г. И. Бокий, Я. Х. Петерс, И. С. Уншлихт, Г. С. Мороз, С. А. Мессинг, И. П. Павлуновский, М. Я. Лацис, В. В. Фомин, В. Н. Манцев, Я. К. Ольский, Ф. И. Эйхманс и другие.
М. С. Кедров был арестован 4 апреля (по другим данным 16 апреля) 1939 года. Долго содержался в Лефортовской, затем в Сухановской тюрьме НКВД. Свою вину не признал, несмотря на жестокие пытки и избиения. На суде 9 июля 1941 года Военной коллегией Верховного суда СССР в составе председательствующего диввоенюриста М. Г. Романычева, военюриста I ранга А. А. Чепцова, В. В. Буканова был оправдан. Несмотря на оправдательный приговор, по личному требованию Л. П. Берии, освобождён не был. По личному указанию Берии № 2756/Б от 18 октября 1941 г. предписан к расстрелу запиской сотруднику особых поручений спецгруппы НКВД старшему лейтенанту ГБ Д. Э. Семенихину вместе с группой из 24 арестованных. Первая партия из записки Берии была отправлена в Куйбышев 27 октября 1941 г. и была расстреляна на следующий день в посёлок Барбыш (Барбош) (среди казненных высокопоставленных чинов Наркомата обороны СССР были и партийные товарищи Кедрова по борьбе против самодержавия Ф. И. Голощёкин и Д. А. Булатов). Группа из 5 осужденных, где находился Кедров, была отправлена в Саратов и там расстреляна 1 ноября 1941 г. Место захоронения неизвестно.
После смерти Сталина посмертно реабилитирован (2 июля 1954 года). В 1956 году, на XX съезде КПСС в ходе своего доклада о культе личности Сталина Н. С. Хрущёв зачитал письмо Кедрова из тюрьмы:

Из мрачной камеры Лефортовской тюрьмы взываю к вам о помощи. Услышьте крик ужаса, не пройдите мимо, заступитесь, помогите уничтожить кошмар допросов, вскрыть ошибку.
Я невинно страдаю. Поверьте. Время покажет. Я не агент-провокатор царской охранки, не шпион, не член антисоветской организации, в чём меня обвиняют, основываясь на клеветнических заявлениях. И никаких других преступлений в отношении Партии и Родины я никогда не совершал. Я незапятнанный ничем старый большевик, честно боровшийся (без малого) 40 лет в рядах Партии на благо и счастье народа…
…Теперь мне, 62-летнему старику, следователи угрожают ещё более тяжкими и жестокими и унизительными мерами физического воздействия. Они уже не в состоянии осознать своей ошибки и признать незаконность и недопустимость своих поступков в отношении меня. Они ищут оправдания им в изображении меня злейшим, неразоружающимся врагом и настаивая на усилении репрессии. Но пусть знает Партия, что я невиновен и никакими мерами не удастся верного сына Партии, преданного ей до гроба жизни, превратить во врага.
Но у меня нет выхода. Я бессилен отвратить от себя надвигающиеся новые, тяжкие удары.
Всему, однако, есть предел. Я измотан вконец. Здоровье подорвано, силы и энергия иссякают, развязка приближается. Умереть в советской тюрьме с клеймом презренного предателя и изменника Родины — что может быть страшнее для честного человека. Какой ужас! Беспредельная горечь и боль сжимают судорогой сердце. Нет, нет! Это не случится, не должно случиться, кричу я. И Партия, и Советское правительство, и нарком Л. П. Берия не допустят свершиться той жестокой непоправимой несправедливости.

Убеждён, что при спокойном, беспристрастном расследовании, без отвратительной ругани, без злобы, без жутких издевательств, необоснованность обвинений будет легко установлена. Я глубоко верю, что правда и справедливость восторжествуют. Я верю, верю.

## Семья
1-я жена:
Дидрикиль Ольга Августовна (1877—1942(1948)). Сестра жены Н. И. Подвойского Нины и сестра матери А. Х. Артузова Августы Фраучи. Кроме сестер Нины Августовны, Августы Августовны, имела также сестер Марию, Элеонору, братьев Павла, Эдуарда и ещё двоих сестер и братьев.
Родилась в Любино. Оставив гимназию по окончании 5 классов уехала помогать в Устиново к сестре Августе (стирала, шила, мыла, возила молоко с пастбища). В 18 лет получила по объявлению место бонны в семье русского консула. Два года провела в Шанхае. Затем жила в Ярославле у брата Павла. Работала статистиком в земстве. Принимала активное участие в «Северном союзе». Член РСДРП(б) с 1902 г. Занималась адресами, явками, конспиративными квартирами.1901-1905 гг. — в Ярославской организации РСДРП. Подвергалась арестам и заключением в тюрьму. Работала в книгоиздательстве «Зерно» с М. С. Кедровым и Н. И. Подвойским. Участник Октябрьского переворота и Гражданской войны. Дети от брака с Кедровым — Сильва, Бонифатий, Игорь, Юрий. По отзывам родственников, обладала скверным характером.
Дети:
Кедров Бонифатий Михайлович (10.12.1903, Ярославль — 10.09.1985, Москва), философ, химик, историк науки, академик АН СССР (1966). В 1918 г. вступил в РКП(б). С 1922 г. учился на химическом факультете Московского университета (окончил в 1930). В 1930—1931 гг. исполняющий обязанности директора Химического института (бывшего химфака 1-го МГУ). В 1931—1932 гг. слушатель Института красной профессуры, в 1932—1935 гг. в аппарате Института общей и неорганической химии АН СССР; кандидат химических наук. В 1935—1937 гг. инструктор отдела науки ЦК ВКП(б), преподавал историю химии на химическом факультете МГУ (1936—1938). В 1939—1941, 1945—1949, 1958—1962 гг. работал в Институте философии АН СССР (старший научный сотрудник, заведующий сектором философских вопросов естествознания, заместитель директора; в 1973—1974 гг. директор). Первый главный редактор журнала «Вопросы философии» (1947—1949). С 1955 г. работал в Институте истории естествознания и техники (см. Институт истории естествознания и техники имени С. И. Вавилова (ИИЕТ) РАН), в 1962—1972 гг. директор этого института, с 1974 г. заведующий сектором истории науки и логики. В 1946—1958 и в 1971—1978 гг. профессор Академии общественных наук при ЦК КПСС. Автор научных трудов по истории химии, психологии научного творчества, классификации наук, теории диалектики, науковедению, методологическим проблемам естествознания. Похоронен на Новодевичьем кладбище.
Кедров Игорь Михайлович (1908, Санкт-Петербург- 25.1.1940, Москва), образование незаконченное высшее; член ВКП(б) с 1931 г.; в органах ОГПУ-НКВД с 1930 г.: начальник 4-го отделения Контрразведывательного отдела ГУГБ НКВД СССР, старший лейтенант госбезопасности. Проживал: Москва, Большой Комсомольский пер., д.3, кв.69. Принимал участие в фальсификации ряда «дел» на арестованных и расстрелянных в 1936—1938 гг. по линии Секретно-политического отдела ГУГБ НКВД СССР, в ч-сти проф. Г. С. Фридлянда (отца Феликса Светова), имел репутацию ревностного «колольщика».
Сбежавший в 1938 г. на Запад чекист Александр Орлов в опубликованной им книге «Тайная история сталинских преступлений» дал следующую характеристику Игорю Кедрову: «Он был осторожен, замкнут, вечно поглощён своей работой. Не одарённый способностью к критическому мышлению, он воспринимал всё исходящее от партии и от начальства как непреложную истину». Однажды, раздосадованный поведением одного из подследственных, который сначала согласился признаться в том, что хотел убить Сталина, а после отказался от своих слов, Игорь пришёл в исступление и закричал: «я задушу его собственными руками!» (речь идет о преподавателе Горьковского педагогического института И. Ю. Нелидове).
При этом, свидетельствует Орлов, «Кедров вёл себя так, словно <…> лишился чего-то самого ценного в жизни, точно он был жертвой <…>, а не наоборот». «Я с удивлением смотрел на него, — продолжает Орлов, — и внезапно увидел в его глазах то же фосфорическое свечение и те же перебегающие искорки, какими сверкали глаза его безумного отца».
"…Борис Берман (на тот момент первый заместитель начальника Иностранного отдела ГУГБ НКВД СССР) рассказал Слуцкому (начальник Иностранного отдела ГУГБ НКВД СССР) и мне, что несколько дней назад он и другие сотрудники бросились к кабинету Кедрова, услышав дикие крики, доносившиеся оттуда. Они застали Кедрова вне себя: разъярённый, он обвинял заключённого — это был Фридлянд, профессор ленинградского института марксизма-ленинизма — в попытке проглотить чернильницу, стоящую у него на столе. «Я остолбенел, — рассказывал Берман, — увидев эту самую чернильницу — массивную, из гранёного стекла, размером в два мужских кулака. „Как вы можете, товарищ Кедров! Что вы такое говорите!“ — бормотал Фридлянд, явно запуганный следователем. Тут мне пришло в голову, — продолжал Берман, — что Кедров помешался. Если б вы послушали, как он допрашивает своих арестованных, без всякой логики и смысла, — вы бы решили, что его надо гнать из следователей. Но некоторых он раскалывает быстрее, чем самые лучшие следователи. Странно, — похоже, он имеет какую-то власть над ними.». 17 ноября 1938 г. уволен в запас приказом НКВД СССР.
В начале 1939 г. М. С. Кедров, опасаясь мести со стороны Л. П. Берии за проверки Закавказского ЧК в начале 20-х гг., посоветовал Игорю и его бывшему сослуживцу и другу лейтенанту ГБ В. П. Голубеву написать и отнести в приемную Сталина письмо, в котором сообщалось о якобы обнаруженном ими заговоре в органах государственной безопасности, возглавляемом Берией (по другим данным написать заявление Кедрову и Голубеву посоветовала приемная мать последнего Нина (Антонина) Батурина). Копия письма была передана М. Ф. Шкирятову, заместителю председателя Комиссии партийного контроля ЦК ВКП(б). 7 февраля 1939 г. уволен из органов НКВД вовсе c исключением с учёта. Арестован 20 февраля 1939 г. «Следствие» вел Е. М. Либенсон, один из бывш. следователей С. П. Королева. Внесен в список Л.Берии от 16 января 1940 года по 1-й категории. На заседании ВКВС СССР 24 января 1940 года «вину не признал». Осужден к ВМН ВКВС СССР по обвинению в «шпионаже и дискредитации политики ВКП(б)». Расстрелян в ночь на 25 января 1940 г. вместе с Голубевым, а также ст.майором ГБ С. Б. Жуковским, ст. майором ГБ А. П. Радзивиловским, майором ГБ А. М. Ершовым и др. Место захоронения- «могила невостребованных прахов» № 1 крематория Донского кладбища.. Реабилитирован посмертно 10 февраля 1954 г. ВКВС СССР.
Кедров Юрий Михайлович
Кедрова Сильвия Михайловна
2-я жена:

Пластинина (Майзель) Ревекка Акибовна (1886, Гродно — 1946, Москва), из семьи присяжного поверенного А. М. Майзеля, член РСДРП(б) с 1904 г., по специальности фельдшер; в 1906 году устроила побег из Гродненской тюрьмы своей двоюродной сестры Е. Г. Майзель. Затем до февраля 1917 г. — в эмиграции вместе с мужем Н. Ф. Пластининым. После Февральской революции вернулась из эмиграции в г. Шенкурск Архангельской губ.. участвовала в борьбе за установление власти большевиков в Архангельской губ. В январе 1918 года избрана секретарем исполкома Шенкурского Совета ;в июне того же года на II губернском съезде — членом и секретарем Архангельского губисполкома. В период борьбы с интервентами и частями Белой армии вела работу по организации политотдела 6-й армии, являлась членом Президиума — секретарем комитета содействия Северному фронту, членом Вологодского губкома РКП(б). В период партийной работы в Архангельской губ. стала женой М. С. Кедрова. В чём заключалась работа Р. Пластининой-Майзель в Вологде, рассказывала оказавшаяся там в это время видная русская общественная деятельница Е. Д. Кускова в статье «Женщины — палачи», опубликованной в парижской газете: «После большевистского переворота Кедров и Пластинина оказались на Севере России в Архангельске и Вологде. И он и она — в качестве буквально диких палачей, которых и сейчас население вспоминает, бледнея. В Вологде оба жили в вагонах, около станции. В вагонах же происходили и допросы, и около них — расстрелы при допросах. Ревекка била по щекам обвиняемых, орала, стучала кулаками, исступленно и кратко отдавала приказы: „к расстрелу, к расстрелу, к стенке“». В 1920 году занимала пост секретаря Архангельского губисполкома, однако уже к июню 1920 года была выведена из состава губисполкома. На II Архангельской губернской конференции большевиков отмечалось: 
Товарищ Пластинина — человек больной, нервный…
В дальнейшем — на партийно-хозяйственной работе. В 1940-х гг — член Верховного суда РСФСР. Похоронена на Донском кладбище.

## Награды
- Награждён орденом Красного Знамени (28 декабря 1927 года)[8].

## Память

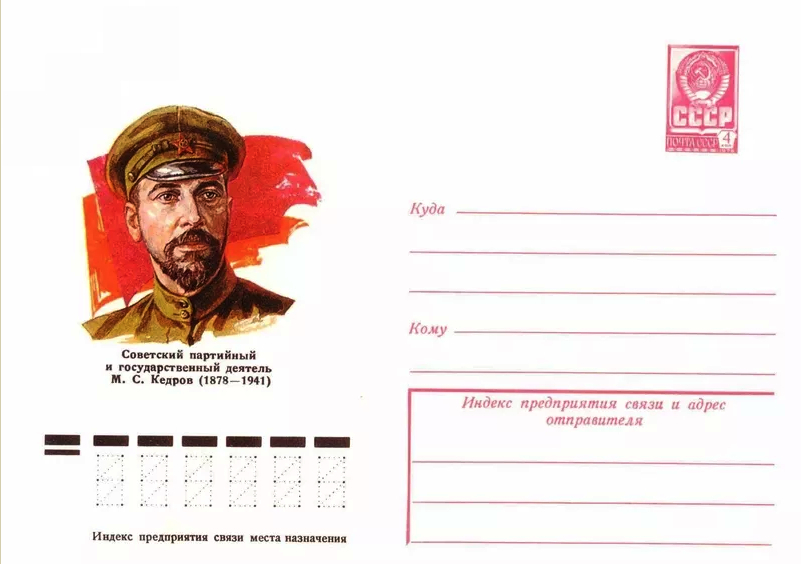
Конверт 1978 г.

- Деятельность Кедрова в годы Гражданской войны, его отношения с Лениным и неудачная интрига против Берии обсуждаются в рассказе Варлама Шаламова «Экзамен», где присутствует мало фактического материала и много авторского вымысла.
- В Самаре в парке культуры и отдыха имени Юрия Гагарина, где во второй половине 1930-х годов находились «дачи» НКВД и тут же — расстрельный участок НКВД — установлен памятный знак без указания точного места захоронения расстрелянных в 1941 году политзаключённых и содержащий надпись:

Памятный знак

установлен

на месте захоронения

жертв репрессий

периода

30–40х годов

Поклонимся памяти

невинно погибших

- В честь Кедрова названы улицы в Архангельске, Котласе, Костроме, Москве, Ярославле и посёлке городского типа Шабельковка Донецкой области.
- В 1978 году издан художественный маркированный конверт, посвящённый Кедрову.
- В советское время имя Кедрова носила Пречистенская набережная Вологды[12].
- Пограничный сторожевой корабль «Кедров» проекта 264А (1978—1989),Пограничный сторожевой корабль 2 поколения «Кедров» проекта 11351 (1990-1998гг). .
- В декабре 2018 года почтовое ведомство самопровозглашённой Луганской Народной Республики выпустила посвящённую М. Кедрову марку, входящую в блок «100 лет органам военной контрразведки»[13].

## Сочинения
- Коммунистка: Драматический этюд. — М., 1921
- Большевик идёт: Пьеса в 1 д. и 2 карт. для подростков. — Архангельск: Волна, 1923. — 32 с.
- За советский север: Личные воспоминания и материалы о первых этапах гражданской войны 1918 г. — Л.: Прибой, 1927. — 202 с.
- Под игом английских громил. — М., 1927
- Раскольническая деятельность социал-демократов в рабочем спорте и наша тактика. — Л., 1929.
- Без большевистского руководства: Из истории интервенции на Мурмане. — Л.: Красная газета, 1930. — 191 с.
- Боевые задачи Красного спортивного интернационала. — М., 1930
- Из Красной тетради об Ильиче. — М.: Политиздат, 1957.
- За Советский Север // Этапы большого пути. — М., 1962.